# کوچینگ سلامت دیجیتال

### کوچینگ سلامت دیجیتال
پلتفرم‌های کوچینگ سلامت دیجیتال ابزارهای آنلاین هستند که برای ارائه راهنمایی‌های شخصی‌سازی شده در زمینه سلامت و بهزیستی از طریق روش‌های دیجیتال طراحی شده‌اند. این پلتفرم‌ها از فناوری برای ارائه خدمات مربیگری استفاده می‌کنند که به افراد کمک می‌کند تا به اهداف سلامتی خود برسند، شرایط مزمن را مدیریت کنند و بهزیستی کلی خود را بهبود بخشند.

#### مرور کلی
پلتفرم‌های کوچینگ سلامت دیجیتال تخصص مربیان سلامت را با راحتی فناوری دیجیتال ترکیب می‌کنند. آن‌ها مجموعه‌ای از خدمات را ارائه می‌دهند که شامل برنامه‌های سلامت شخصی‌سازی شده، پیگیری پیشرفت و ارتباطات بلادرنگ با بیماریاران است. این پلتفرم‌ها توسط افرادی که به دنبال بهبود سلامت خود هستند و همچنین توسط ارائه‌دهندگان خدمات بهداشتی که به دنبال ارائه حمایت اضافی به بیماران خود هستند، استفاده می‌شوند.

#### ویژگی‌های کلیدی
1. برنامه‌های سلامت شخصی‌سازی شده: این پلتفرم‌ها برنامه‌های سلامت شخصی‌سازی شده‌ای را بر اساس نیازها و اهداف فردی ایجاد می‌کنند. این می‌تواند شامل مشاوره در زمینه رژیم غذایی و تغذیه، برنامه‌های ورزشی، تکنیک‌های مدیریت استرس و موارد دیگر باشد[۳].
2. پیگیری پیشرفت: کاربران می‌توانند پیشرفت خود را از طریق معیارهای مختلفی مانند وزن، سطح فعالیت و مصرف غذایی پیگیری کنند. این به حفظ انگیزه و انجام تنظیمات لازم در برنامه سلامت کمک می‌کند[۴].
3. ارتباطات بلادرنگ: بسیاری از پلتفرم‌ها ارتباطات بلادرنگ با مربیان سلامت از طریق چت، تماس‌های ویدیویی یا پیام‌رسانی را ارائه می‌دهند. این اطمینان می‌دهد که حمایت و راهنمایی مداوم وجود دارد.
4. یکپارچه‌سازی با دستگاه‌های پوشیدنی: برخی از پلتفرم‌ها با دستگاه‌های پوشیدنی یکپارچه می‌شوند تا داده‌هایی در مورد فعالیت بدنی، الگوهای خواب و سایر معیارهای سلامت جمع‌آوری کنند. این داده‌ها برای ارائه مشاوره دقیق‌تر و شخصی‌سازی شده استفاده می‌شود.
5. منابع آموزشی: این پلتفرم‌ها اغلب شامل کتابخانه‌ای از منابع آموزشی مانند مقالات، ویدیوها و وبینارها هستند تا به کاربران کمک کنند بیشتر در مورد سلامت و بهزیستی یاد بگیرند.

#### مزایا
- دسترسی: پلتفرم‌های مربیگری سلامت دیجیتال مربیگری سلامت را برای مخاطبان وسیع‌تری، بدون توجه به موقعیت جغرافیایی، قابل دسترسی می‌کنند.
- راحتی: کاربران می‌توانند در هر زمان و از هر مکان به خدمات مربیگری دسترسی داشته باشند، که مدیریت سلامت را در زندگی روزمره آسان‌تر می‌کند.
- مقرون به صرفه: این پلتفرم‌ها می‌توانند از جلسات مربیگری حضوری سنتی مقرون به صرفه‌تر باشند.
- شخصی‌سازی: استفاده از داده‌ها و فناوری امکان ایجاد برنامه‌های سلامت بسیار شخصی‌سازی شده را فراهم می‌کند که به نیازهای فردی تنظیم شده‌اند[۵].

#### پلتفرم‌های محبوب
برخی از پلتفرم‌های محبوب مربیگری سلامت دیجیتال عبارتند از:
- Quenza: یک اپلیکیشن مربیگری همه‌کاره که ابزارهایی برای طراحی برنامه، ارائه و پیگیری پیشرفت ارائه می‌دهد.
- Health: پلتفرمی که برای کمک به بیماری‌های خاص توسعه یافته شده است.
- Strive Well-Being : به خاطر خدمات جامع کوچینگ سلامت مجازی خود شناخته شده است.

#### روندهای آینده
آینده پلتفرم‌های کوچینگ سلامت دیجیتال با پیشرفت‌های هوش مصنوعی و یادگیری ماشین امیدوارکننده به نظر می‌رسد. انتظار می‌رود این فناوری‌ها شخصی‌سازی و اثربخشی کوچینگ سلامت را افزایش دهند و آن را حتی بیشتر قابل دسترسی و تاثیرگذار کنند.
پلتفرم‌های کوچینگ سلامت دیجیتال در حال تغییر نحوه ارائه خدمات سلامت و بهزیستی هستند و دستیابی به اهداف سلامتی را با حمایت فناوری برای افراد آسان‌تر می‌کنند.